# Armée de libération symbionaise
Pour les articles homonymes, voir Armée de libération, SLA et ALS.
L'Armée de libération symbionaise (ALS, anglais : Symbionese Liberation Army, SLA) est un mouvement armé d'extrême gauche américain des années 1970 qui se considère comme l'avant-garde d'une armée révolutionnaire. 
Des membres du groupe vont être accusés d'avoir commis deux meurtres, un enlèvement (l'héritière Patricia Hearst), des braquages de banque, et des actes de violence, entre 1973 et 1975. Dans cet intervalle – une période de fuite clandestine –, les membres du mouvement deviennent le sujet de prédilection des médias américains, rendant leurs noms et surnoms familiers à la plupart des foyers des États-Unis. Leur renommée s'accroit jusqu'à leur quasi-destruction lors d'une fusillade à Los Angeles ; Patricia Hearst passe de prisonnière à alliée et participe avec les membres qui restent à quelques braquages, avant que le groupe ne passe dans la clandestinité, ses membres étant peu à peu arrêtés et jugés jusqu'au début du XXIe siècle.

## Histoire

### Formation et premières activités
L'ALS commence à se constituer à la suite d'un programme de visites de prison (Venceremos) et des projections de films au sein de l'extrême gauche de San Francisco. L'idée d'une activité de guérilla urbaine telle que pratiquée en Amérique du Sud attire de nombreux volontaires autour de Willie Wolfe, un étudiant en anthropologie impliqué dans l'étude du système carcéral[réf. nécessaire]. 
Selon des activistes anti-prison de la New Left, les prisons américaines sont des camps de concentration conçus pour réprimer les Afro-Américains. Cela amène des activistes de l'extrême gauche à considérer que tous les détenus afro-américains sont des prisonniers politiques, et que l'idéologie Black Power les attirerait naturellement. Wolfe transforme cette idéologie en un plan d'action, mêlant les idéologues étudiants aux militants prisonniers.

### Évasion de DeFreeze
L'ALS se constitue après l'évasion de prison de Donald DeFreeze, qui choisit le pseudonyme « Field Marshal Cinque ». Cinque emprunte ce nom au meneur de la rébellion des esclaves qui prirent le contrôle du bateau négrier espagnol La Amistad en 1839. Cinque s'évade de la prison d'État de Soledad le 5 mars 1973. Les conditions de son évasion sont assez nébuleuses. Certains[Qui ?] émettent la théorie selon laquelle il a été « recruté » en prison par la CIA avec mission d'infiltrer des groupuscules d'extrême-gauche en échange de sa sortie. La pratique était en tout état de cause très répandue dans les années 1970, années durant lesquelles FBI et CIA mènent une guerre contre les mouvements contestataires (programme COINTELPRO, etc.)[réf. nécessaire].
DeFreeze a participé à la Black Cultural Association alors qu'il se trouve au California Medical Facility (en), une prison d'État à Vacaville, en Californie, où il est entré en contact avec des membres d'une organisation politique radicale, Venceremos. Il trouve refuge chez ces contacts, et finit dans une communauté, Peking House, dans la baie de San Francisco. Pendant quelque temps, il cohabite avec de futurs membres de l'ALS, Willie Wolfe et Russ Little, puis emménage avec Patricia Soltysik, « Mizmoon ». DeFreeze et Soltysik deviennent amants et commencent à former des projets pour la formation d'une « nation symbionaise ».
On pense que l'adjectif « symbionaise » vient de symbiose, un terme utilisé en biologie pour décrire une interaction à bénéfice mutuel entre des espèces différentes ; apparemment, les fondateurs de l'ALS ont les différentes races humaines à l'esprit quand ils forgèrent le mot. Bien que l'ALS se considère comme meneuse de la Révolution noire, DeFreeze en est le seul membre afro-américain[réf. nécessaire].
Russ Little témoigne que l'activité principale du groupe pendant cette période fut l'acquisition, la détention et l'entraînement aux armes à feu[réf. nécessaire].

### Meurtre de Marcus Foster
L'ALS réalise sa première action le 6 novembre 1973 avec le meurtre du directeur des écoles d'Oakland, Marcus Foster. Ils qualifient le projet de Foster de mettre en service des cartes d'identification dans les écoles d'Oakland de « fasciste ». Ironiquement, le Dr Foster s'était tout d'abord opposé à la mise en place de cartes d'identification dans ses écoles, et son projet est une version édulcorée des projets qui lui ont été soumis. Le docteur Foster, afro-américain, est populaire à gauche et dans la communauté noire, et son meurtre est considéré comme une action contre-productive et inutile par presque tout le monde ; si l'ALS n'engrange aucun soutien, elle attire l'attention des médias. Le 10 janvier 1974, Joe Remiro et Russ Little sont arrêtés et accusés du meurtre de Marcus Foster. Little est finalement acquitté lors d'un second procès, mais Remiro est condamné et reste en prison.

### Enlèvement de Patricia Hearst

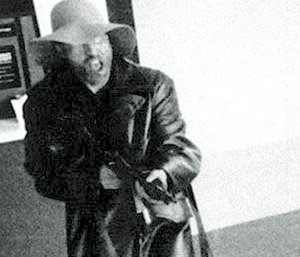
Donald D. DeFreeze lors de sa participation au braquage de la banque Hibernia.

Pour faire suite à l'arrestation de Remiro et de Little, l'ALS commence à préparer son action suivante : l'enlèvement d'une personnalité importante pour négocier un échange de prisonniers. Des documents découverts par le FBI dans une planque abandonnée révélent qu'une action est prévue pour la « pleine lune du 7 janvier ». Le FBI ne prend pour autant aucune précaution particulière, et l'ALS n'agit qu'un mois plus tard. Le 4 février, Patricia Hearst, fille du propriétaire de la Hearst Corporation, alors étudiante à Berkeley, est enlevée à son appartement du campus de l'université, à la suite d'une opération parfaitement organisée. Après le refus d'un échange contre la libération des membres du groupe emprisonnés, l'ALS réclame, au lieu d'une rançon, que le père de Patricia distribue pour 70 dollars de vivres à chacun des « économiquement faibles » de Californie, ce qui représente une somme de 6 millions de dollars. Aidée par des dons de millions d'Américains qui envoient leurs chèques au manoir des Hearst, la famille décide de verser la somme nécessaire. Mais l'organisation est désastreuse, et la nourriture est mal partagée : au fil des semaines, les camions censés distribuer les denrées repartent souvent avec le plus gros de la marchandise. L'ALS réclame alors qu'en conséquence, le double soit donné aux plus démunis. La famille de Patricia Hearst leur fait cependant savoir qu'elle ne dispose pas de moyens suffisants.
L'inefficacité du FBI profite au groupe terroriste, lequel quitte Los Angeles. Bien que Patricia Hearst a subi des maltraitances de la part de ses ravisseurs, elle est gagnée par le syndrome de Stockholm[réf. nécessaire]. Sous le pseudonyme de « Tania » donné par Willie Wolfe, un de ses ravisseurs qui l'a violée, elle va, à travers plusieurs messages audio, critiquer le caractère « bourgeois » de ses parents, ainsi que le « sexisme » de son compagnon de l'époque au moment de l'enlèvement. Le 3 avril 1974, la presse reçoit un message dans lequel elle annonce avoir décidé de lutter au sein de l'ALS et une photo qui la montre le béret de Guevara sur la tête et une mitraillette dans les mains. Elle participe ainsi à plusieurs braquages à main armée. Le 15 avril, des caméras de sécurité l'enregistrent lors du braquage d'une succursale de la banque Hibernia de San Francisco.

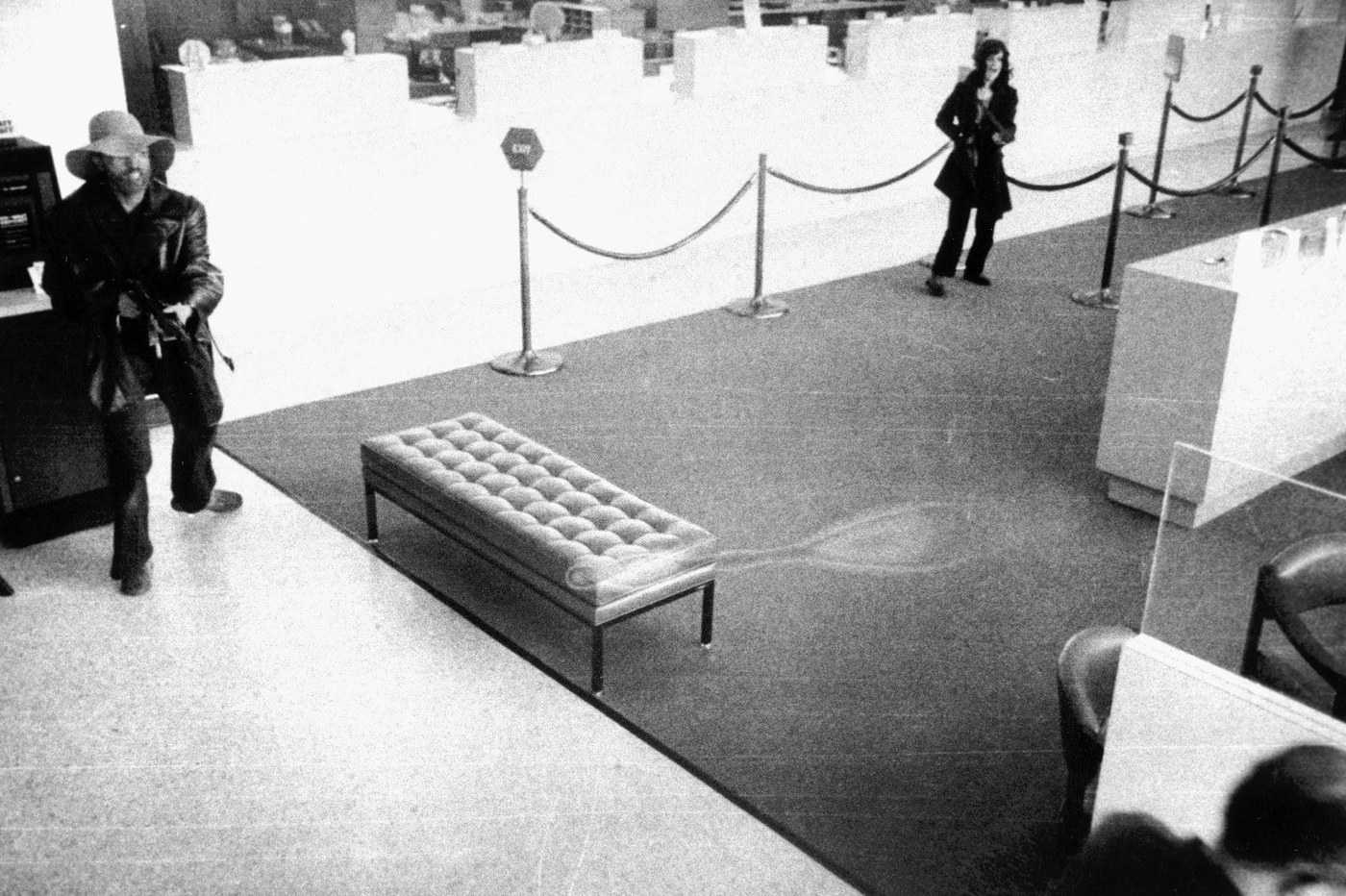
Patricia Hearst (à droite) lors de sa participation au braquage de la banque Hibernia.

Le 17 mai 1974, le noyau principal de l'ALS est encerclé dans un immeuble du ghetto noir de Los Angeles. La télévision américaine retransmet en direct ce qui est alors la plus longue fusillade de l'histoire des États-Unis, dans une scène digne des studios d'Hollywood : pendant 7 heures, les téléspectateurs suivent l'assaut donné par 500 policiers. La bataille rangée au cours de laquelle sont échangées 9 000 balles dure quarante-cinq minutes. Des grenades à fragmentation incendiaires qui sont utilisées provoquent l'embrasement de l'immeuble. Six membres de l'ALS périssent. L'organisation est décapitée, mais Patricia Hearst ne fait pas partie des victimes car elle se cache avec Bill et Emily Harris dans un motel près de Disneyland, à la suite d'un braquage manqué. Malgré le recrutement de trois autres membres, le groupe en est à sa fin ; il participe toutefois encore à plusieurs braquages. Le 21 avril 1975, les membres restants de l'ALS braquent la Crocker National Bank de Carmichael, en Californie, et tuent Myrna Opsahl, une cliente, au cours de l'opération.

### Captures et condamnations

#### Patricia Hearst

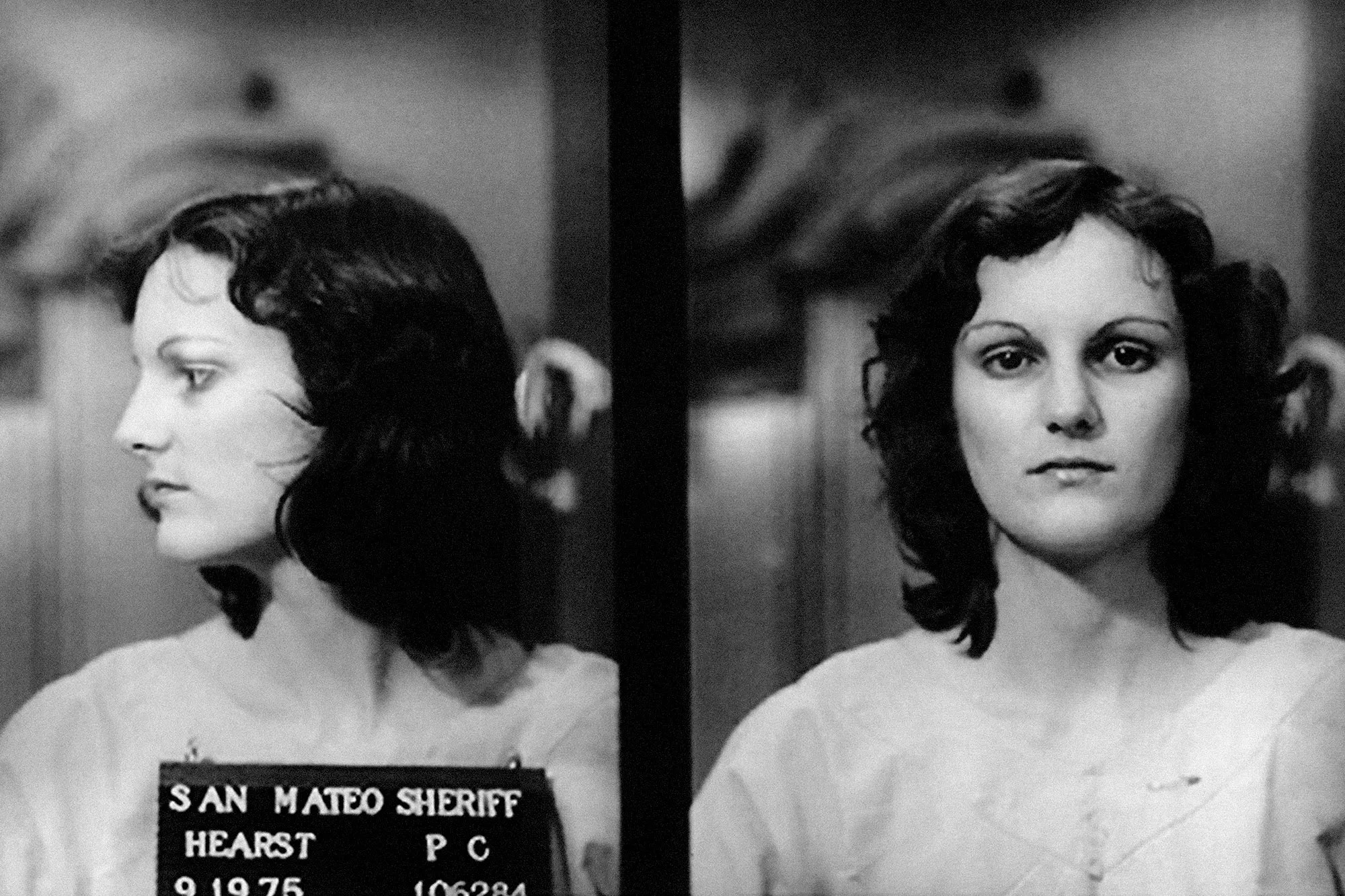
Patricia Hearst lors de son arrestation en 1975.

Patty Hearst, après une des chasses à l'homme les plus longues et les plus médiatisées de tous les temps, est capturée avec Wendy Yoshimura le 18 septembre 1975, par des agents du FBI déguisés en hippies dans un appartement du quartier populaire de Mission, à San Francisco. Elle est condamnée pour le braquage de la banque Hibernia et passe 21 mois en prison. Sa peine est commuée par le président Carter et, finalement, elle fut graciée par le président Clinton. Après sa libération, elle réintègre son milieu social d'origine.

#### Kathleen Soliah
Le 21 août 1975, Kathleen Soliah échoue dans sa tentative de tuer des policiers du LAPD (police de Los Angeles), les bombes qu'elle a placées sous une voiture de police n'ayant pas explosé. Soliah reste en fuite, d'abord au Zimbabwe, puis au Minnesota sous le faux nom de Sara Jane Olson ; elle épouse un médecin et a plusieurs enfants.
Le FBI finit par arrêter Kathleen Soliah en 1999. En 2001, elle plaide coupable pour la possession d'explosifs avec intention de meurtre et est condamnée à deux peines consécutives de dix ans à perpétuité. Après une négociation entre le procureur et l'avocat de la défense, elle ne fait que huit ans. Ne pensant pas obtenir l'indulgence d'un jury si peu de temps après les attentats du 11 septembre 2001, elle préfère plaider coupable et négocier plutôt que de se faire juger.

#### Le procès Opsahl

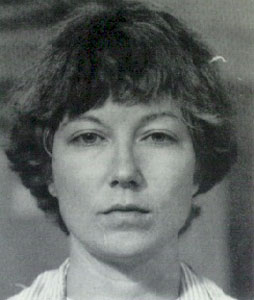
Emily Harris en 1975.

Le 16 janvier 2002, les accusations de meurtre au premier degré de Myrna Opsahl sont retenues contre Kathleen Soliah, William et Emily Harris, Michael Bortin et Jim Kilgore. Hormis Kilgore, tous vivent alors au grand jour et sont immédiatement arrêtés — quant à Kilgore, il reste en fuite pendant presque une année de plus. Hearst obtient l'immunité en tant que témoin de l'accusation. De peur que son témoignage soit considéré comme peu fiable, la partie adverse consent à négocier la peine. Le 7 novembre, Soliah, l'ex-couple Harris et Bortin plaident coupable des charges reconnues contre eux. Emily Harris, désormais Emily Montague, admet avoir tenu l'arme du meurtre, mais déclare que le coup de feu était parti accidentellement. Selon une déclaration publique de Hearst, Montague minimisa le meurtre à l'époque en disant : « Elle était en fait une truie bourgeoise. Son mari est un docteur. » Au tribunal, Montague dément cette remarque et déclare : « Je ne veux pas que la famille Opsahl pense que nous avons jamais considéré sa vie insignifiante. »
Les verdicts sont prononcés le 14 février 2003 à Sacramento pour les quatre accusés du meurtre d'Opsahl. Emily Montague est condamnée à huit ans pour le meurtre (2e degré). Son ancien mari, William Harris, écope de sept ans, et Bortin de six ans. Soliah est condamnée à six ans. Les sentences prononcées sont les maximales dont un accusé peut écoper sous ce type d'accusations : Soliah s'attend à une condamnation à cinq ans et quatre mois, mais « suite au durcissement de la sentence d’Olson deux ans plus tôt, l'accusation s'appuya sur une loi rarement utilisée lui permettant de recalculer la peine en fonction d'anciens crimes réalisés pour éclairer les récents, ce qui alourdit les peines »[réf. nécessaire]. Hearst ne témoigne pas, faute de procès.

#### James Kilgore
Le 8 novembre 2002, James Kilgore, en fuite depuis 1975, est arrêté en Afrique du Sud et extradé aux États-Unis pour répondre à des accusations fédérales de transport d'explosifs et de faux passeport. Le procureur déclare qu'une bombe avait été trouvée dans l'appartement de Kilgore en 1975 et qu'il a obtenu un passeport sous un faux nom. Il plaide coupable en 2003. Le 26 avril 2004, Kilgore est condamné à 54 mois de prison pour les explosifs et les accusations de faux passeport. Il est le dernier membre de l'ALS à répondre de crimes fédéraux.

## Membres connus

### Membres fondateurs
- Russell Little (« Osceola » ou « Osi »), arrêté pour le meurtre de Marcus Foster, condamné puis acquitté ;
- Joseph Remiro (en) (« Bo »), arrêté avec Russell Little, condamné pour le meurtre de Marcus Foster ;
- Donald D. DeFreeze (en) (« General Field Marshal Cinque Mtume »), prisonnier évadé, le seul membre afro-américain de l'ALS, se suicide lors de la fusillade de Los Angeles ;
- Willie Wolfe (en)(« Cujo »), mort asphyxié lors de la fusillade de Los Angeles ;
- Angela Atwood (en) (« Gelina »), morte asphyxiée lors de la fusillade de Los Angeles ;
- Patricia Soltysik (en) (« Zoya »), alias Mizmoon Soltysik, morte lors de la fusillade de Los Angeles ;
- Camilla Hall (en) (« Gabi »), maîtresse de Soltysik, abattue par la police à Los Angeles ;
- Nancy Ling Perry (en) (« Fahizah »), abattue par la police à Los Angeles ;
- Emily Harris (en) (« Yolanda ») ;
- William Harris (« Teko »), mari d'Emily Harris, et cerveau supposé de l'ALS.

### Autres membres (après l'enlèvement de Hearst)
- Patricia Hearst (« Tania »), alias Patty ;
- Wendy Yoshimura (en), ancien membre de l'Armée révolutionnaire, un groupuscule fondé par son compagnon de l'époque ;
- Kathleen Soliah, amie d'Atwood, engagée dans l'ALS après la fusillade de Los Angeles ;
- Jim Kilgore (en), petit ami de Kathleen Soliah ;
- Steven Soliah, frère de Kathleen Soliah ;
- Michael Bortin.

### Sympathisants
- Josephine Soliah, sœur de Kathleen Soliah ;
- Bonnie Jean Wilder, Seanna, Sally (un ami de Remiro), Bridget – tous cités dans le livre de Hearst, Every Secret Thing comme des membres potentiels ;
- Miki et Jack Scott, qui louèrent une ferme dans laquelle les membres de l'ALS se cachèrent et écrivirent un livre[réf. souhaitée].

## Postérité
L'ALS était une organisation fortement tournée vers les médias. Elle a distribué des photographies, des communiqués de presse et des enregistrements d'entretiens diffusables à la radio pour expliquer ses activités. Le premier « siège médiatique » par les télévisions a lieu à l'extérieur de la résidence de la famille Hearst pendant l'enlèvement. L'importance de l'ALS dans l'histoire des médias a amené de nombreuses personnes à raconter leur histoire.
La saga de l'ALS fait l'objet d'un premier film en 1976, sans grand succès et très controversé, Tanya (en). Le film fait un portrait comique de l'organisation, les représentant comme un groupe d'obsédés sexuels plutôt que comme une bande de révolutionnaires, et est l'objet d'articles très négatifs de quasiment tous les critiques de cinéma qui l'ont vu. Classé X par la Motion Picture Association of America, il n'est projeté que dans quelques salles, la plupart dans les grandes zones urbaines.
D'autres films biographiques et documentaires ont pour objet l'ALS :
- Patty Hearst, de Paul Schrader, d'après le livre Every Secret Thing de P. Hearst, 1988 ;
- The Ordeal of Patty Hearst, 1979 (TV) ;
- Patty Hearst: The True Hollywood Story, 2000 (TV) ;
- Neverland: The Rise and Fall of the Symbionese Liberation Army ou Guerilla: The Taking of Patty Hearst, réalisé par Robert Stone, 2004, documentaire[10].

### Musique
- Patty Hearst, par Stereo Total, album Paris-Berlin, 2007.

### Romans
- Lola Lafon, Mercy, Mary, Patty, Actes Sud Éditions, 2017 (ISBN 978-2-3300-8178-2)
- Jean-Marc Flahaut, Stockholm, Éditions les États Civils, 2014 (ISBN 978-2-919098-08-8)